# Iota Microscopii
Iota Microscopii (26 Microscopii) é uma estrela na direção da constelação de Microscopium. Possui uma ascensão reta de 20h 48m 29.00s e uma declinação de −43° 59′ 17.8″. Sua magnitude aparente é igual a 5.11. Considerando sua distância de 134 anos-luz em relação à Terra, sua magnitude absoluta é igual a 2.04. Pertence à classe espectral F1IV.